# Fundeni (okręg Buzău)
Fundeni – wieś w Rumunii, w okręgu Buzău, w gminie Zărnești. W 2011 roku liczyła 2475 mieszkańców.